# Protocollo delle Nazioni Unite sulla prevenzione, soppressione e persecuzione del traffico di esseri umani, in particolar modo donne e bambini
Il "Protocollo delle Nazioni Unite sulla prevenzione, soppressione e persecuzione del traffico di esseri umani, in particolar modo donne e bambini  (noto anche come il protocollo sulla tratta degli esseri umani o Protocollo UN TIP) è un protocollo adottato congiuntamente alla Convenzione contro la criminalità organizzata transnazionale.
L'Ufficio delle Nazioni Unite per il controllo della droga e la prevenzione del crimine (UNODC) è responsabile per l'attuazione del protocollo. Offre aiuto pratico agli stati con elaborazione delle leggi, la creazione di complete strategie nazionali contro la tratta, e assistere con risorse appropriate per la loro attuazione.

## Storia
Si tratta di uno dei tre Protocolli di Palermo (gli altri sono il Protocollo contro il traffico di migranti via terra, mare e aria e il Protocollo sulla lotta contro la fabbricazione e il traffico illeciti di armi da fuoco, loro parti e componenti e munizioni), adottati dall'Organizzazione delle Nazioni Unite (ONU) a Palermo nel 2000.
Il Protocollo sulla tratta è stata adottato dalle Nazioni Unite a Palermo nel 2000 ed è entrato in vigore il 25 dicembre 2003. A ottobre 2015 è stata ratificato da 168 Stati. L'Italia, pur essendo tra i primi paesi firmatari nel 2000, ha ratificato il Protocollo solo il 2 agosto 2006.

## Iniziative
Il 16 maggio 2005 a Varsavia (Polonia), il Consiglio d'Europa ha aperto alla firma per l'adesione alla Convenzione del Consiglio d'Europa sulla lotta contro la tratta di esseri umani  e da allora è stato firmato da 43 Stati membri. La Convenzione ha istituito un "Gruppo di esperti sulla lotta contro la tratta di esseri umani" (GRETA), che monitora l'attuazione della Convenzione attraverso rapporti nazionali.
Protezione complementare è assicurata attraverso il Consiglio europeo della Convenzione sulla protezione dei bambini contro lo sfruttamento e l'abuso sessuale (Convenzione di Lanzarote del 25 ottobre 2007).

Nel marzo 2009, l'UNODC ha lanciato la campagna "Cuore Blu" per combattere il traffico di esseri umani, per sensibilizzare l'opinione pubblica ed incoraggiare il coinvolgimento e ispirare l'azione.
Inoltre, la Corte europea dei diritti dell'uomo del Consiglio d'Europa a Strasburgo ha approvato decisioni che coinvolgono il traffico di esseri umani, che hanno violato obblighi derivanti dalla Convenzione europea dei diritti dell'uomo: Siliadin v Francia (sentenza del 26 luglio 2005) e Rantsev v Cipro e Russia, (sentenza del 7 gennaio 2010).

## Contenuto
Il Protocollo impegna gli Stati ratificanti a prevenire e combattere la tratta di persone, proteggere e assistere le vittime della tratta e di promuovere la cooperazione tra gli Stati membri al fine di raggiungere questi obiettivi.
Il protocollo riguarda i seguenti argomenti:
- definizione del reato di tratta di esseri umani: in sostanza, il traffico è il trasporto di persone, per mezzo di coercizione, inganno o consenso per fini di sfruttamento come il lavoro o la prostituzione forzata o consensuale:

"Tratta di persone" indica il reclutamento, trasporto, trasferimento, l'ospitare o accogliere persone, tramite la minaccia o l'uso della forza o di altre forme di coercizione, di rapimento, frode, inganno, abuso di potere o di una posizione di vulnerabilità o tramite il dare o ricevere somme di danaro o vantaggi per ottenere il consenso di una persona che ha autorità su un'altra a scopo di sfruttamento. Lo sfruttamento comprende, come minimo, lo sfruttamento della prostituzione altrui o altre forme di sfruttamento sessuale, il lavoro oi servizi forzati, la schiavitù o pratiche analoghe, l'asservimento o il prelievo di organi ... Il consenso della vittima della tratta di persone allo sfruttamento di cui [sopra] è irrilevante in uno qualsiasi dei mezzi di cui [sopra] sono stati utilizzati.
- facilitare il ritorno e l'accettazione di bambini che sono stati vittime della tratta transfrontaliera, tenendo in debito conto la sicurezza;
- il divieto di traffico di bambini (che è definito come una persona sotto i 18 anni di età) a fini di sfruttamento commerciale sessuale dei bambini (CSEC), le pratiche di sfruttamento del lavoro o la rimozione di parti del corpo;
- sospensione dei diritti parentali dei genitori, operatori sanitari o da altre persone che hanno il diritto dei genitori nei confronti di un bambino dovrebbero essere trovata ad aver trafficato un bambino;
- garantire che le definizioni di tratta riflettano il bisogno di protezione e di cure per i bambini, tra cui una protezione legale appropriata;
- garantire che le persone oggetto di traffico non siano punite per i reati o le attività legate alla loro condizione essendo stato vittime della tratta, come la prostituzione e violazione delle leggi sull'immigrazione;
- assicurare che le vittime della tratta siano protetti dalla deportazione o dal rimpatrio, nel caso in cui vi siano ragionevoli motivi per sospettare che tali ritorni rappresentassero un notevole rischio di sicurezza per la persona oggetto di trafficata o per la loro famiglia;
- favorire il soggiorno temporaneo o permanente nei paesi di transito o di destinazione per le vittime di tratta, in cambio della testimonianza contro presunti trafficanti, o per motivi umanitari e compassionevoli;
- prevedere sanzioni penali proporzionali da applicare alle persone riconosciute colpevoli di traffico e di circostanze aggravanti, tra cui reati di tratta di minori o reati commessi o che coinvolgono la complicità di funzionari statali
- prevedere la confisca degli strumenti e dei proventi correlati ai reati di tratta e da utilizzare a beneficio di persone vittime di tratta.

La Convenzione e il Protocollo obbligano gli stati ratificanti a introdurre una legislazione nazionale contro il traffico degli esseri umani.